# Giuseppe de Thurn

Stemma di famiglia

Il conte Giuseppe de Thurn, citato anche come Giuseppe della Torre di Valsassina o Giuseppe della Torre Hofer di Valsassina (nelle fonti di lingua tedesca lo si trova spesso come von Thurn-Hofer und Valsassina oppure von Thurn-Valsassina und Hofer; Gorizia, 9 aprile 1760 – Venezia, 13 luglio 1831), è stato un militare, imprenditore e banchiere austriaco; fu comandante della Marina napoletana durante le guerre napoleoniche (1799-1809).

## Biografia
Nato da Giovanni Battista, castellano di Duino, Sagredo e Vipulzano e dalla contessa Maria Cecilia di Strassoldo, sposata in seconde nozze, fratello del diplomatico e letterato Raimondo. Fu preposto alla corte marziale che giudicò Francesco Caracciolo, condannandolo dapprima all’ergastolo, poi all’impiccagione su un pennone della fregata Minerva dietro insistenza dell’ammiraglio Orazio Nelson e della regina Maria Carolina. Fece costruire e fu proprietario di Villa Rosebery, a Posillipo, con un giardino che si estende su 6,6 ettari di verde, oggi è una delle tre residenze ufficiali del presidente della Repubblica Italiana e per questo motivo non visitabile, se non in alcuni periodi dell'anno.